# Calvaire (Clayes)

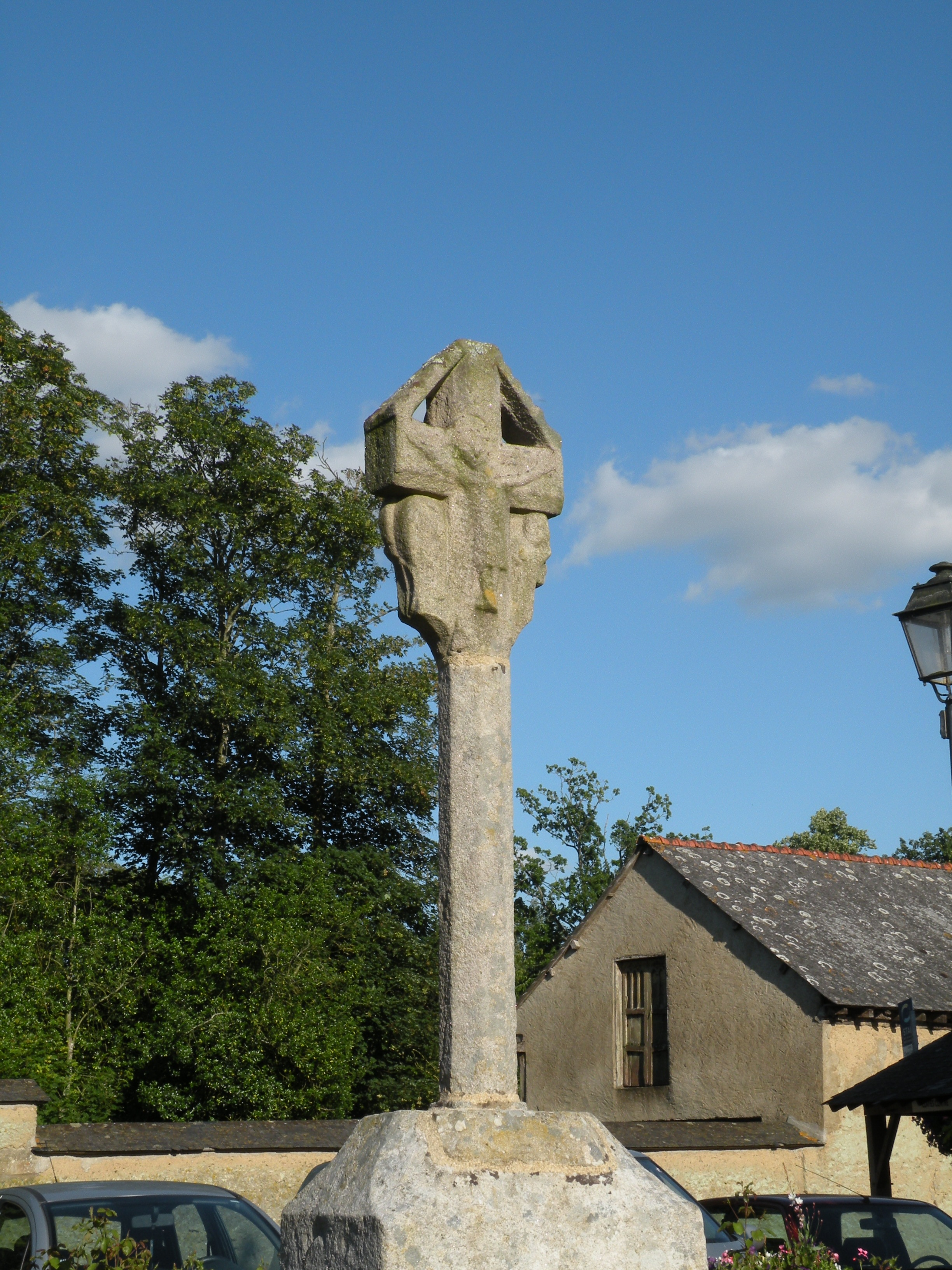
Calvaire in Clayes

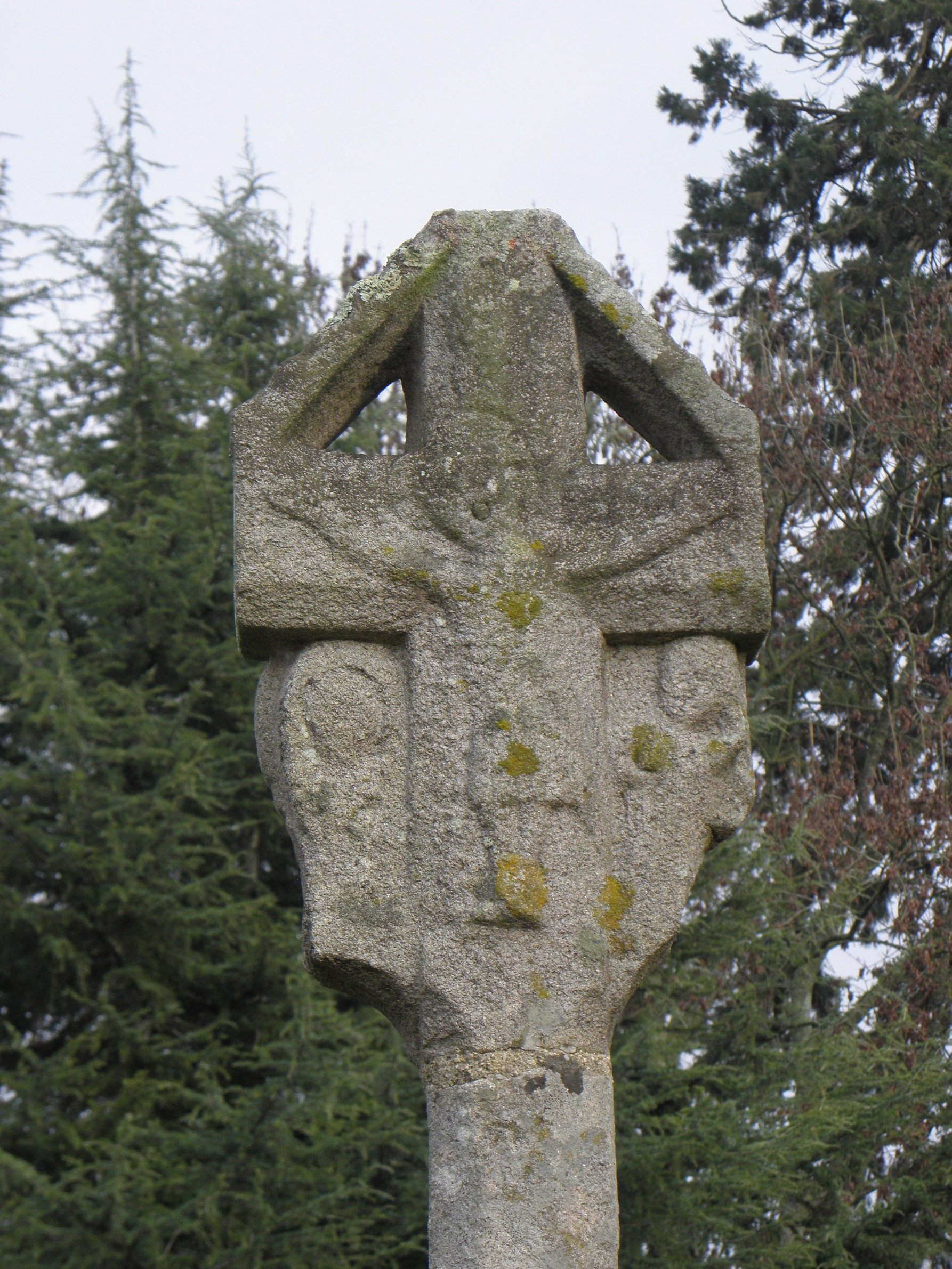
Relief der Kreuzigungsszene

Der Calvaire in Clayes, einer französischen Gemeinde im Département Ille-et-Vilaine der Region Bretagne, wurde im 15. Jahrhundert errichtet. Der Calvaire aus Granit steht auf dem Friedhof.
Er zeigt Maria mit Kind und zwei weitere Personen. Die rechteckige Basis, die oktogonal endet, trägt die Jahreszahl 1779. Der Calvaire, der seit 1907 als Monument historique klassifiziert ist, wird jedoch auf das ausgehende 15. Jahrhundert datiert.